# روني بريغز
روني بريغز (بالإنجليزية: Ronnie Briggs)‏ (29 مارس 1943 ببلفاست في المملكة المتحدة - 28 أغسطس 2008 ببرستل في المملكة المتحدة) هو لاعب كرة قدم بريطاني في مركز حراسة المرمى. شارك مع منتخب أيرلندا الشمالية لكرة القدم. أما مع النوادي، فقد لعب مع سوانزي سيتي ومانشستر يونايتد ونادي بريستول روفيرز وفروم تاون ‏.